# Vozel (enota)
Vôzel je fizikalna enota za hitrost, ki se uporablja predvsem v pomorstvu in letalskem prometu. En vozel ustreza hitrosti ene morske milje na uro oziroma približno 0,5144 m/s.

## Izvor imena
Ime te enote mere izvira iz prvotne (zgodnje) metode za merjenje hitrosti ladij.

## Metode merjenja

### Prva metoda
V zgodnjih dobah pomorstva so merili hitrost ladje tako, da so vrgli v vodo za ladjo kos lesa, privezanega z vrvico. Ker ostane kos lesa praktično nepremično v vodi je dolžina odvite vrvice v določenem času (na začetku merjeno 30 sekund s peščeno uro) merilo za hitrost ladje. Za lažje merjenje dolžine so bili na vrvici vozli. Razdalja med dvema vozloma je ustrezala hitrosti 1 morske milje na uro. 

### Druga metoda
Ta je bila uporabna predvsem pri nizkih hitrostih, ko je bilo merjenje s kosom lesa in vrvico premalo natančno. Na bok ladje so nanesli oznake v razdalji 0,514 metra (morska milja / 3600 =1 morska milja / sekunda). Pri prvi oznaki so vrgli v vodo kos lesa in merili čas, ki ga je potreboval, da je prišel do zadnje oznake (oziroma se je ladja premaknila za to razdaljo). Primer: 100 oznak v 20 sekundah pomeni 100 / 20 = 5 vozlov.